# Giovanni Doria
Giovanni Doria, detto anche Giannettino (Genova, 24 marzo 1573 – Palermo, 19 novembre 1642), è stato un cardinale e arcivescovo cattolico italiano.

## Biografia

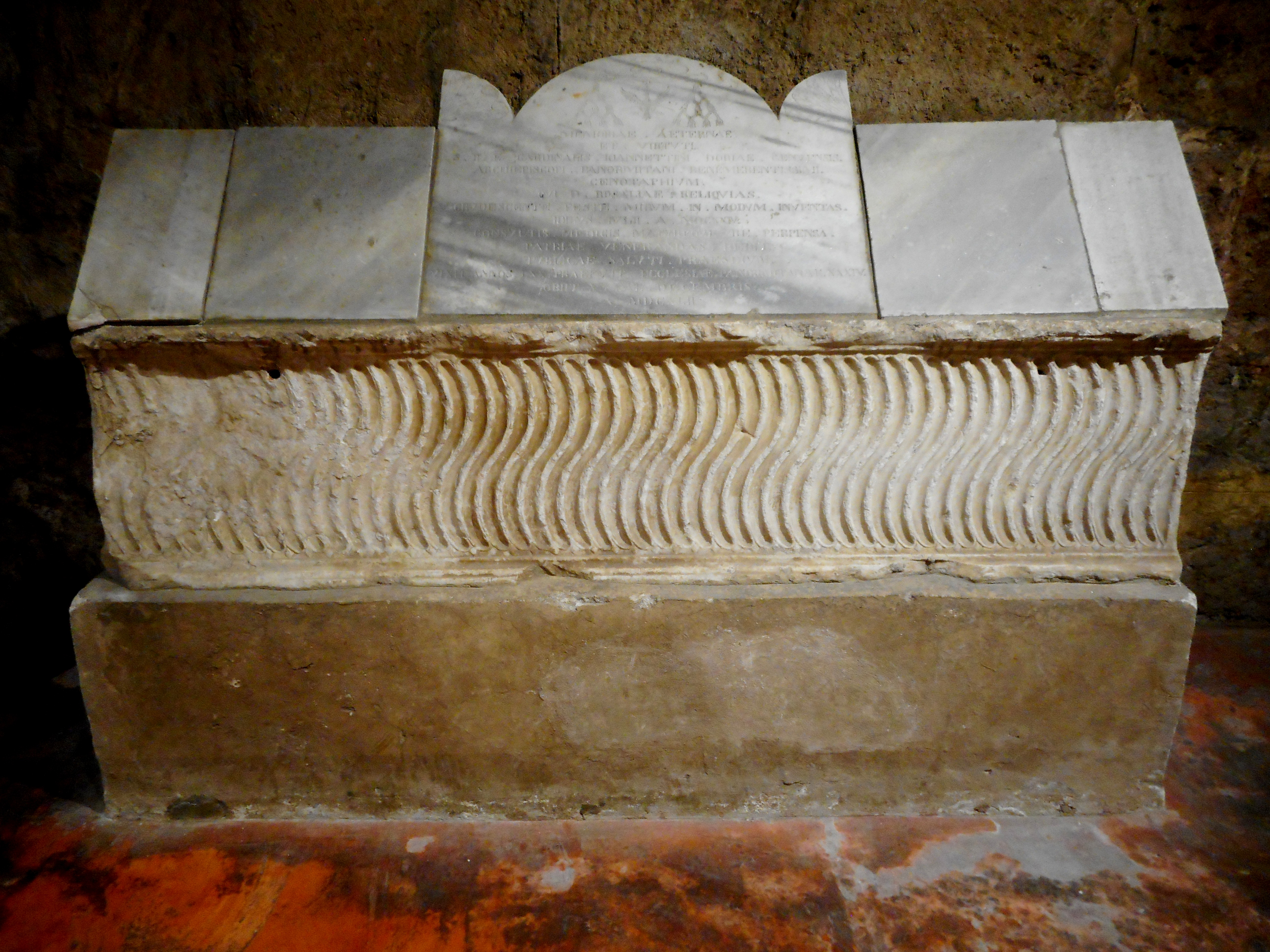
Sarcofago del Cardinale Giannettino Doria nella cripta della Cattedrale di Palermo

Nacque a Genova il 24 marzo 1573 dal principe di Melfi Gianandrea Doria e della principessa Zenobia del Carretto Doria.
Papa Clemente VIII lo elevò al rango di cardinale nel concistoro del 9 giugno 1604.
Partecipò a tre conclavi:
- conclave del marzo-aprile 1605 che elesse Leone XI;
- conclave del maggio 1605 che elesse Paolo V;
- conclave del 1623 che elesse Urbano VIII.

Morì a Palermo, di cui fu arcivescovo, il 19 novembre 1642 all'età di 69 anni. Sotto il suo governo sorsero le grandiosi chiese dei principali ordini religiosi della città.
A lui si deve il riconoscimento delle ossa di Santa Rosalia nel 1624, come anche l'inserimento del nome della Santa nel Martirologio romano nel 1631.

## Genealogia episcopale e successione apostolica
La genealogia episcopale è:
- Cardinale Guillaume d'Estouteville, O.S.B.Clun.
- Papa Sisto IV
- Papa Giulio II
- Cardinale Raffaele Riario
- Papa Leone X
- Papa Paolo III
- Cardinale Francesco Pisani
- Cardinale Alfonso Gesualdo
- Papa Clemente VIII
- Papa Paolo V
- Cardinale Giovanni Doria

La successione apostolica è:
- Vescovo Manuel Esteban Muniera, O. de M. (1621)

## Ascendenza
|                                        |                                                |                                                 | Genitori                             |  |  | Nonni |  |  | Bisnonni                              |  |  | Trisnonni                              |  |
|                                        |                                                |                                                 |                                      |  |  |       |  |  | Tomaso Doria, VIII signore di Oneglia |  |  | Giovanni Doria, VII signore di Oneglia |  |
|                                        |                                                |                                                 |                                      |  |  |       |  |  | Tomaso Doria, VIII signore di Oneglia |  |  | Giovanni Doria, VII signore di Oneglia |  |
|                                        |                                                | Luigia Doria                                    |                                      |  |  |       |  |  | Tomaso Doria, VIII signore di Oneglia |  |  |                                        |  |
| Giannettino Doria                      |                                                |                                                 |                                      |  |  |       |  |  | Tomaso Doria, VIII signore di Oneglia |  |  |                                        |  |
|                                        |                                                | Maria Grillo                                    | Lorenzo Grillo, signore di Lerma     |  |  |       |  |  |                                       |  |  |                                        |  |
|                                        |                                                | Maria Grillo                                    | Lorenzo Grillo, signore di Lerma     |  |  |       |  |  |                                       |  |  |                                        |  |
|                                        |                                                | Maria Grillo                                    | ...                                  |  |  |       |  |  |                                       |  |  |                                        |  |
| Gianandrea Doria, IV principe di Melfi |                                                | Maria Grillo                                    |                                      |  |  |       |  |  |                                       |  |  |                                        |  |
|                                        |                                                | Adamo Centurione, I marchese di Aulla           | Luciano Centurione                   |  |  |       |  |  |                                       |  |  |                                        |  |
|                                        |                                                | Adamo Centurione, I marchese di Aulla           | Luciano Centurione                   |  |  |       |  |  |                                       |  |  |                                        |  |
|                                        |                                                | Adamo Centurione, I marchese di Aulla           | Clara di Negro                       |  |  |       |  |  |                                       |  |  |                                        |  |
| Ginetta Centurione                     |                                                | Adamo Centurione, I marchese di Aulla           |                                      |  |  |       |  |  |                                       |  |  |                                        |  |
|                                        |                                                | Orietta Grimaldi                                | Marco Grimaldi, I marchese di Estepa |  |  |       |  |  |                                       |  |  |                                        |  |
|                                        |                                                | Orietta Grimaldi                                | Marco Grimaldi, I marchese di Estepa |  |  |       |  |  |                                       |  |  |                                        |  |
|                                        |                                                | Orietta Grimaldi                                | ...                                  |  |  |       |  |  |                                       |  |  |                                        |  |
| Giovanni Doria                         |                                                | Orietta Grimaldi                                |                                      |  |  |       |  |  |                                       |  |  |                                        |  |
|                                        | Alfonso I Del Carretto, XI marchese del Finale | Giovanni I Del Carretto, IX marchese del Finale |                                      |  |  |       |  |  |                                       |  |  |                                        |  |
|                                        | Alfonso I Del Carretto, XI marchese del Finale | Giovanni I Del Carretto, IX marchese del Finale |                                      |  |  |       |  |  |                                       |  |  |                                        |  |
|                                        | Alfonso I Del Carretto, XI marchese del Finale | Viscontina Adorno                               |                                      |  |  |       |  |  |                                       |  |  |                                        |  |
| Marcantonio Del Carretto Doria         | Alfonso I Del Carretto, XI marchese del Finale |                                                 |                                      |  |  |       |  |  |                                       |  |  |                                        |  |
|                                        |                                                | Peretta Usodimare                               | Teodorina Cybo                       |  |  |       |  |  |                                       |  |  |                                        |  |
|                                        |                                                | Peretta Usodimare                               | Teodorina Cybo                       |  |  |       |  |  |                                       |  |  |                                        |  |
|                                        |                                                | Peretta Usodimare                               | Gherardo Usodimare                   |  |  |       |  |  |                                       |  |  |                                        |  |
| Zenobia del Carretto Doria             |                                                | Peretta Usodimare                               |                                      |  |  |       |  |  |                                       |  |  |                                        |  |
|                                        |                                                | Antonio de Leyva                                | ...                                  |  |  |       |  |  |                                       |  |  |                                        |  |
|                                        |                                                | Antonio de Leyva                                | ...                                  |  |  |       |  |  |                                       |  |  |                                        |  |
|                                        |                                                | Antonio de Leyva                                | ...                                  |  |  |       |  |  |                                       |  |  |                                        |  |
| Giovanna de Leyva                      |                                                | Antonio de Leyva                                |                                      |  |  |       |  |  |                                       |  |  |                                        |  |
|                                        |                                                | ...                                             | ...                                  |  |  |       |  |  |                                       |  |  |                                        |  |
|                                        |                                                | ...                                             | ...                                  |  |  |       |  |  |                                       |  |  |                                        |  |
|                                        |                                                | ...                                             | ...                                  |  |  |       |  |  |                                       |  |  |                                        |  |
|                                        |                                                | ...                                             |                                      |  |  |       |  |  |                                       |  |  |                                        |  |